# Campagna Lupia
Campagna Lupia là một đô thị và cộng đồng (comune) ở tỉnh Venezia trong vùng Veneto miền bắc nước Ý.
Đô thị Campagna Lupia có diện tích 87 ki lô mét vuông, dân số thời điểm năm 30 tháng 8 năm 2008 là 6900 người.
Đô thị Campagna Lupia có các đơn vị dân cư (frazioni) sau: Lova, Lughetto Località: Lugo.
Các đô thị giáp ranh: Campolongo Mayre, Camponogara, Chioggia, Codevigo (PD), Dolo, Mira, Piove di Sacco (PD), Venezia.